# 日本太太好吃驚
《日本太太好吃驚》（日语：世界の日本人妻は見た！），是日本每日放送的綜藝節目。

## 簡介
這是一個專門介紹日本女性結婚後居住海外，因為文化、風俗及民情不同，而產生生活困擾，有關婚姻生活的節目。
之前為Madame The World（移民日本的女性外國人）當嘉賓，至2015年時為在日外國男女。

### 主持人
- 爆笑問題（日语：爆笑問題）（太田光、田中裕二（日语：田中裕二 (お笑い芸人)））

### 正片版
- 大吉洋平（日语：大吉洋平）（每日放送主播）
- 加藤夏希

女士撫子
- 渡邊滿里奈
- MEGUMI
- YOU（日语：YOU (タレント)）
- 松嶋尚美（日语：松嶋尚美）
- Dewi Sukarno（日语：デヴィ・スカルノ）
- 信子女士（日语：マダム信子）
- 岸本加世子（日语：岸本加世子）
- 出川哲朗
- 北山宏光（Kis-My-Ft2）

### 試播集
- 梅澤富美男（日语：梅沢富美男）
- 宮崎美子
- 拉莫斯·瑠偉
- 潘德塔・傑羅姆（日语：パンツェッタ・ジローラモ）
- TKO（日语：TKO (お笑いコンビ)）
- 小島義雄
- 雛形明子
- 小森純
- 特林德爾·玲奈
- 春香·里斯汀（日语：春香・クリスティーン）

### 吉祥物
- 大和撫子（配音：TARAKO）

## 播放時間
日本：每週二 19:56-20:54

## 評價

### 日本太太好吃驚台灣篇
- 2014年12月27日，緯來日本台重播台灣篇後，引發網友炮轟，認為貶低醜化台灣人，不該只採訪一個台灣家庭，就以偏概全，也有網友認為，一些文化、習慣等，確實存在，無法反駁[2]。

## 外部連結
- （日語）日本太太好吃驚的Facebook專頁
- （日語）每日放送日本太太好吃驚 官方網頁 （页面存档备份，存于）
- （中文）緯來日本台日本太太好吃驚 官方網頁 （页面存档备份，存于）

## 節目的變遷
| 日本 每日放送、TBS系列 週二20時       | 日本 每日放送、TBS系列 週二20時                                                               | 日本 每日放送、TBS系列 週二20時 |
| ------------------------------------- | --------------------------------------------------------------------------------------------- | ------------------------------- |
|                                       | 日本太太好吃驚 （2013.4.16－）                                                                |                                 |
| 爆笑學園為能學～習！                  | —                                                                                             |                                 |
| 臺灣 緯來日本台 每星期六20:00 - 21:00 |                                                                                               |                                 |
| —                                     | 日本太太好吃驚 （2014.5.17－） （若《移居世界秘境日本人好吃驚》播出延長，則該週暫停播出一次） | —                               |